# Eleições estaduais no Maranhão em 1982
As eleições estaduais no Maranhão em 1982 ocorreram em 15 de novembro como parte das eleições gerais em 23 estados brasileiros e nos territórios federais do Amapá e Roraima. Nesse dia o PDS elegeu o governador Luís Rocha, o vice-governador João Rodolfo, o senador João Castelo e conquistou quase todas as vagas entre os 17 deputados federais e 41 deputados estaduais que foram eleitos. Nessa disputa foram observados o voto vinculado, a sublegenda, a proibição de coligações e foi a última vez onde os eleitores baseados no Distrito Federal tiveram seus votos remetidos ao Maranhão através de urnas especiais e também a primeira vez desde José Sarney em 1965, que o titular do Palácio dos Leões foi escolhido por voto direto e à época não havia os dois turnos em eleições majoritárias.
Durante sua existência a ARENA foi um partido hegemônico no Maranhão e às eleições proporcionais sempre teve direito a pelo menos 80% das vagas e esse gigantismo foi transferido ao PDS, pacificado por um acordo entre José Sarney e João Castelo, que resultou na eleição de Luís Rocha para governador. Nascido em Loreto ele residiu em Balsas onde foi pecuarista e trabalhou na paróquia da cidade. Ao mudar para a capital maranhense, foi diretor da Casa do Estudante Secundário do Maranhão e presidente da União Maranhense dos Estudantes Secundaristas, chegando a vice-presidência da União Nacional dos Estudantes na gestão de José Serra. Advogado formado pela Universidade Federal do Maranhão,. foi eleito vereador em São Luís em 1962 pela UDN e mediante o bipartidarismo incorporou-se à ARENA sendo eleito deputado estadual em 1966 e 1970 e deputado federal em 1974 e 1978. Sua vitória na eleição para governador em 1982, aconteceu com a marca de 76,91% dos votos válidos derrubando também a votação nominal de Newton Belo, marca estabelecida em 1960 nos tempos do "vitorinismo".
Engenheiro civil graduado pela Universidade Federal de Goiás em 1964 com mestrado em Saúde Pública pelo Instituto Castelo Branco no Rio de Janeiro, João Rodolfo foi professor da Universidade Estadual do Maranhão e dirigiu a Fundação Especial de Saúde Pública (FESP) em São Luís no governo Pedro Santana. Natural de Timon e primo de João Castelo, foi secretário dos Transportes e Obras Públicas no governo do mesmo e presidiu o conselho administrativo de quatro empresas públicas: Companhia de Águas e Esgotos, Companhia de Desenvolvimento Rodoviário, Companhia de Eletrificação e Companhia de Mecanização Agrícola. Sempre filiado ao PDS, elegeu-se vice-governador do Maranhão na chapa de Luís Rocha em 1982.
Na disputa para senador, venceu João Castelo. Empresário nascido em Caxias, foi gerente do Banco da Amazônia em Codó, Coroatá e São Luís até alcançar cargos na direção no banco. Membro da ARENA, elegeu-se deputado federal em 1970 e 1974 antes de ser escolhido governador do Maranhão em 1978 pelo presidente Ernesto Geisel e a partir de então aliou-se a José Sarney numa atitude inversa àquela tomada quando Nunes Freire esteva no Palácio dos Leões e garantiu uma vitória tranquila ao PDS. Em 1984 João Castelo se diplomou em Direito pelo Centro de Ensino Universitário de Brasília, tornando-se advogado.

## Resultado da eleição para governador
Segundo o Tribunal Superior Eleitoral houve 148.558 votos em branco (14,05%) e 32.338 votos nulos (3,06%), calculados sobre o comparecimento de 1.057.112 eleitores.
| Candidatos a governador do estado | Candidatos a vice-governador        | Número | Coligação            | Votação | Percentual |
| --------------------------------- | ----------------------------------- | ------ | -------------------- | ------- | ---------- |
| Luís Rocha PDS                    | João Rodolfo PDS                    | 1      | PDS (sem coligação)  | 673.916 | 76,91%     |
| Renato Archer PMDB                | Manuel Aureliano Ferreira Neto PMDB | 5      | PMDB (sem coligação) | 180.287 | 20,58%     |
| Reginaldo Carvalho de Sousa PDT   | Ozenilde Bernal Martin PDT          | 2      | PDT (sem coligação)  | 12.738  | 1,45%      |
| Osvaldo de Alencar Rocha PT       | Sebastião Alves de Brito PT         | 3      | PT (sem coligação)   | 8.643   | 0,99%      |
| Cesário Coimbra PTB               | Faustino Aragão Câmara PTB          | 4      | PTB (sem coligação)  | 632     | 0,07%      |
| Fontes:                           |                                     |        |                      |         |            |

## Resultado da eleição para senador
Segundo o Tribunal Superior Eleitoral houve 136.340 votos em branco (12,90%) e 35.371 votos nulos (3,35%), calculados sobre o comparecimento de 1.057.112 eleitores.
| Candidatos a senador da República | Candidatos a suplente de senador                        | Número | Coligação            | Votação | Percentual |
| --------------------------------- | ------------------------------------------------------- | ------ | -------------------- | ------- | ---------- |
| João Castelo PDS                  | Bernardo Coelho de Almeida PDS                          | 10     | PDS (em sublegenda)  | 631.853 | 71,36%     |
| João Mota de Queiroz PMDB         | José Merval Xavier Cruz PMDB Hubert Lima de Macedo PMDB | 50     | PMDB (sem coligação) | 172.187 | 19,45%     |
| Luís Fernando Freire PDS          | José Domingos da Costa PDS                              | 11     | PDS (em sublegenda)  | 59.840  | 6,76%      |
| Clay Lago PDT                     | Onofre Pires de Santana PDT Alayde Viegas Ribeiro PDT   | 20     | PDT (sem coligação)  | 12.511  | 1,41%      |
| Oliveiros Pereira Santiago PT     | Juvenal Oliveira de Menezes PT Martinho Tito Pereira PT | 30     | PT (sem coligação)   | 8.480   | 0,96%      |
| Manoel Vera Cruz Marques PTB      | Paulino Juarez dos Santos Gomes PTB -                   | 40     | PTB (sem coligação)  | 530     | 0,06%      |
| Fontes:                           |                                                         |        |                      |         |            |

## Deputados federais eleitos
São relacionados os candidatos eleitos com informações complementares da Câmara dos Deputados.

Representação eleita
  PDS: 14
  PMDB: 3

| Deputados federais eleitos | Partido | Votação | Percentual | Cidade onde nasceu | Unidade federativa |
| Edison Lobão               | PDS     | 90.323  |            | Mirador            | Maranhão           |
| Sarney Filho               | PDS     | 75.099  |            | São Luís           | Maranhão           |
| Bayma Júnior               | PDS     | 66.238  |            | Caxias             | Maranhão           |
| Epitácio Cafeteira         | PMDB    | 64.771  |            | João Pessoa        | Paraíba            |
| Enoc Vieira                | PDS     | 48.841  |            | Esperantinópolis   | Maranhão           |
| João Alberto Souza         | PDS     | 44.382  |            | São Vicente Ferrer | Maranhão           |
| José Burnett               | PDS     | 43.039  |            | São Luís           | Maranhão           |
| Nagib Haickel              | PDS     | 39.947  |            | Pindaré-Mirim      | Maranhão           |
| João Rebelo                | PDS     | 37.994  |            | Santarém           | Pará               |
| Jaime Santana              | PDS     | 37.395  |            | São Luís           | Maranhão           |
| Vítor Trovão               | PDS     | 31.634  |            | Axixá              | Maranhão           |
| Magno Bacelar              | PDS     | 30.286  |            | Coelho Neto        | Maranhão           |
| Cid Carvalho               | PMDB    | 28.331  |            | Rio Branco         | Acre               |
| Vieira da Silva            | PDS     | 27.341  |            | São Luís           | Maranhão           |
| José Ribamar Machado       | PDS     | 25.879  |            | Buriti             | Maranhão           |
| Eurico Ribeiro             | PDS     | 21.118  |            | Pedreiras          | Maranhão           |
| Wagner Lago                | PMDB    | 17.718  |            | Pedreiras          | Maranhão           |
| Fontes:                    |         |         |            |                    |                    |

## Deputados estaduais eleitos
Na disputa pelas quarenta e uma vagas da Assembleia Legislativa do Maranhão, o PDS conquistou trinta e três e o PMDB oito.

Representação eleita
  PDS: 33
  PMDB: 8

| Deputados estaduais eleitos               | Partido | Votação | Percentual | Cidade onde nasceu  | Unidade federativa |
| Haroldo Saboia                            | PMDB    | 28.201  |            | São Luís            | Maranhão           |
| Francisco Coelho                          | PDS     | 22.692  |            | Balsas              | Maranhão           |
| Carlos Guterres                           | PMDB    | 22.077  |            | São Luís            | Maranhão           |
| José Bento Nogueira Neves                 | PDS     | 21.209  |            | Itapecuru-Mirim     | Maranhão           |
| Freitas Filho                             | PMDB    | 20.519  |            | Imperatriz          | Maranhão           |
| Benedito Saback Thomé                     | PDS     | 18.824  |            | Timbiras            | Maranhão           |
| Maria da Conceição Senna e Silva Mesquita | PMDB    | 18.488  |            | Sambaíba            | Maranhão           |
| Eduardo Matias                            | PDS     | 18.325  |            | Igarapé Grande      | Maranhão           |
| Ricardo Murad                             | PDS     | 18.019  |            | São Luís            | Maranhão           |
| Raimundo Leal                             | PDS     | 17.804  |            | Uruçuí              | Piauí              |
| Carlos Sóstenes                           | PDS     | 17.473  |            | Tufilândia          | Maranhão           |
| Mauro Fecury                              | PDS     | 17.224  |            | Rio Branco          | Acre               |
| Marconi Caldas                            | PDS     | 16.610  |            | São Luís            | Maranhão           |
| Teoplistes Teixeira Filho                 | PDS     | 16.588  |            | Pastos Bons         | Maranhão           |
| Joaquim Haickel                           | PDS     | 16.085  |            | São Luís            | Maranhão           |
| Albérico Filho                            | PDS     | 15.537  |            | Goiana              | Pernambuco         |
| Antônio Pontes de Aguiar                  | PDS     | 14.926  |            | Chapadinha          | Maranhão           |
| Davi Alves Silva                          | PDS     | 14.914  |            | Vitorino Freire     | Maranhão           |
| Carlos Alberto Ribeiro de Melo            | PDS     | 14.875  |            | Barra do Corda      | Maranhão           |
| Manoel da Penha Oliveira                  | PDS     | 14.680  |            | Tasso Fragoso       | Maranhão           |
| Júlio Monteles                            | PDS     | 14.670  |            | Anapurus            | Maranhão           |
| Sebastião Murad                           | PDS     | 14.543  |            | São Luís            | Maranhão           |
| José Ribamar Lauande Fonseca              | PDS     | 14.485  |            | Itapecuru-Mirim     | Maranhão           |
| Aristeu Dias Barros                       | PDS     | 14.271  |            | Passagem Franca     | Maranhão           |
| Aluísio de Abreu Lobo                     | PDS     | 13.739  |            | Caxias              | Maranhão           |
| Moisés Alves dos Reis                     | PDS     | 13.412  |            | Codó                | Maranhão           |
| Celso Coutinho                            | PDS     | 13.350  |            | Guimarães           | Maranhão           |
| César Bandeira                            | PDS     | 13.143  |            | Vitorino Freire     | Maranhão           |
| Jurandir Filho                            | PDS     | 13.007  |            | Bacabal             | Maranhão           |
| Jose Rodrigues de Paiva                   | PDS     | 12.615  |            | Alto Parnaíba       | Maranhão           |
| José Gerardo de Abreu                     | PDS     | 12.493  |            | Acaraú              | Ceará              |
| Raimundo Nonato Lago Júnior               | PMDB    | 12.396  |            | São Luís            | Maranhão           |
| João Afonso Barata Lopes Bastos           | PDS     | 12.005  |            | Caxias              | Maranhão           |
| Jose Ribamar Elouf                        | PDS     | 11.654  |            | Timon               | Maranhão           |
| Yedo Lobão                                | PDS     | 11.211  |            | Mirador             | Maranhão           |
| Benedito Florêncio Duarte                 | PDS     | 11.191  |            | Junco do Maranhão   | Maranhão           |
| Dorian Riker Teles de Menezes             | PDS     | 11.169  |            | Manaus              | Amazonas           |
| Orlando Brito de Aquino                   | PDS     | 10.959  |            | Rosário             | Maranhão           |
| Mauro Bezerra                             | PMDB    | 9.438   |            | São Luís            | Maranhão           |
| Luiz Pedro de Oliveira                    | PMDB    | 9.009   |            | Juazeiro do Norte   | Ceará              |
| Gervásio Protásio dos Santos              | PMDB    | 8.423   |            | São Félix de Balsas | Maranhão           |
| Fontes:                                   |         |         |            |                     |                    |

## Eleições municipais
Além de garantir a nomeação dos prefeitos de São Luís e São João dos Patos o PDS venceu em cento e vinte e quatro municípios contra cinco do PMDB e um do PT.